# Victoria Beckham (álbum)
Victoria Beckham es el álbum homónimo debut y único álbum hasta la fecha de la cantante británica Victoria Beckham. 
Fue lanzado el 1 de octubre de 2001 por Virgin Records. Beckham es la última de las miembros de las Spice Girls en lanzar un álbum en solitario.

## Recepción

### Crítica
El álbum no incluyó el éxito "Out Of Your Mind", pero tuvo dos sencillos que lograron llegar al Top 10 en el Reino Unido, "Not Such An Innocent Girl" y "A Mind Of Its Own". El álbum se convirtió en un éxito comercial después de que debutó y alcanzó el puesto número diez en las listas de UK, donde se mantuvo durante 3 semanas y logró vender 16,000 copias en su primera semana. Sin embargo, el álbum vendió 52,016 copias sólo en el Reino Unido, mucho menor que cualquier otro álbum en solitario de las otras Spice, costando 3 millones de libras grabarlo. Después de "Being Victoria Beckham," un documental oficial que se emitió a principios de marzo de 2002, el álbum volvió a entrar en las listas del Reino Unido en el número sesenta y siete. La canción "Every Part Of Me" está escrita sobre el hijo de Beckham, Brooklyn, e incluye el audio de su voz en el fondo. La BBC describió el álbum como "un batiburrillo de sentimientos efusivos y R&B insípido" mientras que NME describió el disco como "a new low in shameless pop slaggery."

## Listado de canciones
- Edición Estándar CD Internacional

| #   | Título                      | Escritor(es)                                                                | Productor (es)                                  | Duración |
| --- | --------------------------- | --------------------------------------------------------------------------- | ----------------------------------------------- | -------- |
| 1.  | "Not Such An Innocent Girl" | Steve Kipner, Andrew Frampton                                               | Steve Kipner                                    | 3:17     |
| 2.  | "A Mind Of Its Own"         | Victoria Beckham, Steve Kipner, Andrew Frampton                             | Steve Kipner                                    | 3:48     |
| 3.  | "That Kind of Girl"         | Steve Kipner, David Frank, Jack Kugell                                      | David Frank, Steve Kipner & Jack Kugell         | 3:48     |
| 4.  | "Like That"                 | Victoria Beckham, Matt Prime                                                | Matt Prime                                      | 4:01     |
| 5.  | "Girlfriend"                | Victoria Beckham, Harvey Mason JNR, Damon Thomas, Dane Bowers, J. valentine | The Underdogs - Damon Thomas & Harvey Mason JNR | 3:43     |
| 6.  | "Midnight Fantasy"          | Victoria Beckham, J. Aberg, P. Rein                                         | J. Aberg & A. Hansson                           | 3:15     |
| 7.  | "I.O.U"                     | Victoria Beckham, Andrew Frampton, Chris Braide                             | Andrew Frampton                                 | 3:49     |
| 8.  | "No Trix, No Games"         | Victoria Beckham, Steve Kipner, Andrew Frampton                             | Steve Kipner                                    | 3:03     |
| 9.  | "I Wish"                    | Soulshock & Karlin, Peter Biker, Eugene Wilde                               | Soulshock & Karlin                              | 4:10     |
| 10. | "Watcha Talkin' Bout"       | Victoria Beckham, Soulshock & Karlin, N. Butler                             | Soulshock & Karlin                              | 3:51     |
| 11. | "Unconditional Love"        | Victoria Beckham, Rhett Lawrence                                            | Rhett Lawrence                                  | 3:50     |
| 12. | "Every Part of Me"          | Victoria Beckham, Soulshock & Karlin, E. Yancey, N. Butler                  | Soulshock & Karlin                              | 5:11     |

- Bonus tracks  CD Japonés

| #   | Título                                                 | Escritor(es)                  | Productor (es)                 | Duración |
| --- | ------------------------------------------------------ | ----------------------------- | ------------------------------ | -------- |
| 13. | "Not Such An Innocent Girl [Robbie Rivera's Main Mix]" | Steve Kipner, Andrew Frampton | Steve Kipner & Andrew Frampton | 6:56     |
| 14. | "Not Such An Innocent Girl [Sunship Radio Edit]"       | Steve Kipner, Andrew Frampton | Steve Kipner & Andrew Frampton | 3:42     |

## Lados B
| * | Título              | Lado B del sencillo               | Escritores                                                                           | Productores                                 | Duración |
| - | ------------------- | --------------------------------- | ------------------------------------------------------------------------------------ | ------------------------------------------- | -------- |
| * | "In Your Dreams"    | Not Such An Innocent Girl - UK CD | Victoria Beckham/Harvey Mason Jnr/Damon Thomas/Erika Nuri/Julie Morrison/Cathi Ogden | The Underdogs/Damon Thomas/Harvey Mason Jnr | 3:50     |
| * | "Always Be My Baby" | A Mind Of Its Own - UK CD         | Harvey Mason Jnr/Damon Thomas/Cathi Ogden/Jane Vaughn/Julie Morrison                 | The Underdogs/Damon Thomas/Harvey Mason Jnr | 3:29     |
| * | "Feels So Good"     | A Mind Of Its Own - UK CD         | Victoria Beckham/Harvey Mason Jnr/Damon Thomas/Erika Nuri                            | The Underdogs/Damon Thomas/Harvey Mason Jnr | 3:47     |

## Fechas de lanzamiento
| País          | Fecha                 |
| ------------- | --------------------- |
| Internacional | 1 de octubre de 2001  |
| Japón         | 10 de octubre de 2001 |
| Corea         | 29 de octubre de 2001 |

## Trayectoria en las listas
| Listas     | Posición | Ventas  |
| ---------- | -------- | ------- |
| UK Top 100 | 10       | 520 000 |